# Obalna straža Republike Hrvatske
Obalna straža Republike Hrvatske je vojna organizacija s policijskim ovlastima na moru i nalazi se u sastavu Hrvatske ratne mornarice. Osnovana je Zakonom o Obalnoj straži Republike Hrvatske 2007. godine radi učinkovitog nadzora i zaštite prava i interesa Republike Hrvatske na moru u skladu s međunarodnim pravom i hrvatskim propisima. Temeljni poslovi i zadaće Obalne straže su zaštita suverenih prava i provedba jurisdikcije Republike Hrvatske u zaštićenom ekološko-ribolovnom pojasu, epikontinentalnom pojasu i na otvorenu moru. Obalna straža u iznimnim slučajevima pruža potporu lučkoj kapetaniji u provođenju zakona i drugih propisa iz njezine nadležnosti u obalnom moru Republike Hrvatske i pomorskoj policiji u nadzoru državne granice na moru. 

## Ovlasti
Zakonom o Obalnoj straži Republike Hrvatske ovlasti dodijeljene Obalnoj straži Republike Hrvatske su sljedeće:
- zaštita suverenosti, suverenih prava i jurisdikcije Republike Hrvatske na moru;
- suzbijanje i sprečavanje terorizma, organiziranog međunarodnog kriminala i širenja oružja za masovno uništenje;
- suzbijanje piratstva i drugih oblika uporabe otvorenog mora u nemiroljubive svrhe;
- sigurnost plovidbe;
- traganje i spašavanje;
- zaštita morskog okoliša, prirode i kulturne baštine;
- nadzor morskog ribarstva.

## Organizacija Obalne straže

### Obalna straža RH u sustavu obrane
U obrambenom sustavu Obalna straža je sastavni dio Hrvatske ratne mornarice. Prema Zakonu o Obalnoj straži Republike Hrvatske ustroj Obalne straže donosi Predsjednik Republike Hrvatske na prijedlog Vlade Republike Hrvatske. Organizacija rada i druga pitanja vezana za rad Obalne straže koja nisu uređena Zakonom, uređuje ministar obrane posebnim propisom odnosno Pravilnikom o unutarnjem redu.
U obrambenom sustavu crta zapovijedanja ide od vrhovnog zapovjednika prema Oružanim snagama, a preko Ministarstva obrane, na zapovjedništvo Hrvatske ratne mornarice. Zatim se spušta preko zapovjedništva Obalne straže RH na 1. divizijun Obalne straže u Splitu i 2. divizijun Obalne straže u Puli, odnosno zrakoplovne snage Obalne straže u Zemuniku i Divuljama (Zrakoplovne snage OSt RH su operativno podređene zapovjedniku Obalne straže).
Zapovjedništvo Obalne straže, kao stručno tijelo zapovjednika nadležno za planiranje i provedbu zadaća Obalne straže te koordinaciju s drugim nadležnim tijelima, sastoji se od Osobne skupine zapovjednika, Odjela za operativne poslove, Odjela za potporu te Administrativnog pododsjeka.
Obalna straža RH ima sljedeću organizacijsku strukturu:
- Zapovjedništvo
  - Osobna skupine zapovjednika
  - Odjel za operativne poslove
  - Odjel za potporu
  - Administrativni pododsjek
- 1. divizijun - Split
- 2. divizijun - Pula
- Zrakoplovne snage

Brodovi Obalne straže ušli su u sastav 1. i 2. divizijuna Obalne straže 30. travnja 2008. (Brod BŠ-72 "Andrija Mohorovičić" ušao je u sastav 1. divizijuna Obalne straže RH 11. lipnja 2008. nakon povratka sa zadaće plovidbe po Sredozemlju) iz nekadašnjeg sastava Flote Hrvatske ratne mornarice. U sastav Obalne straže ušlo je devet brodova - uglavnom izgrađeni 1970.-ih i 1980.-ih godina - a četiri helikoptera tipa Mil Mi-8 i dva aviona Hrvatskog ratnog zrakoplovstva tipa Pilatus PC-9 potom su operativno podređena zapovjedniku Obalne straže.
U sastavu Obalne straže nalaze se sljedeći brodovi HRM-a:
- OB-01 Novigrad
- OB-02 Šolta
- OB-03 Cavtat
- OB-04 Hrvatska Kostajnica
- BŠ-72 Andrija Mohorovičić
- BS-73 Faust Vrančić
- lučki remorkeri LR-71 i LR-73
- pomoćni teretni brod PT-71

2018. godine je porinut radi uključivanja u sastav Obalne straže novi obalno ophodni brod OB-31 "Omiš" dužine 43,25 m. Naručena su 2020. god. kod brodogradilišta "Brodosplit" još 4 takva broda, čija se isporuka očekuje narednih godina.

### Obalna straža u sustavu za nadzor i zaštitu interesa Republike Hrvatske na moru
U sustavu za nadzor i zaštitu interesa na moru, a prema Zakonu o Obalnoj straži Republike Hrvatske i Uredbom Vlade Republike Hrvatske uspostavljeni su Središnja koordinacija za nadzor i zaštitu prava i interesa Republike Hrvatske na moru, Stručno tijelo Središnje koordinacije te područne jedinice koordinacije na razini sedam primorskih županija (specifičan položaj Dubrovačko-neretvanske županije uvjetovao je da na toj razini postoje dvije lučke kapetanije: jedna u Pločama i druga u Dubrovniku. U konačnici postoji ukupno osam područnih jedinica koordinacije.).
U sustavu za nadzor i zaštitu interesa RH na moru crta uspravnice ide od Područnih jedinica koordinacije kojima predsjedaju lučki kapetani, a u kojima su i predstavnici Obalne straže Republike Hrvatske, preko Stručnog tijela prema Središnjoj koordinaciji odnosno Vladi Republike Hrvatske. Predsjedatelj Stručnog tijela je zapovjednik Obalne straže dok su predsjedatelji Središnje koordinacije na rok od godinu dana u rotaciji ministar obrane, ministar nadležan za more i ministar nadležan za unutarnje poslove.
Obalna straža ovisno o zadaćama koje provodi odgovara prema različitim ministarstvima Vlade RH odnosno tijelima državne uprave.
Središnjom koordinacijom na rok od godinu dana naizmjenično predsjedaju nadležni ministri MORH, MPPI i MUP.
Uredbom o organizaciji i načinu rada Središnje koordinacije, Stručnog tijela i područnih jedinica koordinacije i tijela nadležnih za nadzor i zaštitu prava i interesa RH na moru od 12. srpnja 2008. propisane su i njihove zadaće kao što slijedi:
Zadaće Središnje koordinacije Vlade RH
- Prati i raščlanjuje stanje sigurnosti i zaštite morskog prostora
- Donosi smjernice za izradu Godišnjeg plana
- Donosi Godišnji plan zajedničkih aktivnosti
- Podnosi godišnje izvješće Vladi RH
- Predlaže mjere za unapređenje stanja sigurnosti i zaštite mora pod jurisdikcijom Republike Hrvatske

Predsjedatelj Stručnog tijela je zapovjednik Obalne straže RH.
Zadaće Stručnog tijela središnje koordinacije
- Prikuplja i raščlanjuje izvješća i druge podatke o stanju sigurnosti i zaštiti mora pod jurisdikcijom Republike Hrvatske
- Priprema izvješća, planove, smjernice i druge materijale za rad Središnje koordinacije
- Izrađuje i predlaže Središnjoj koordinaciji godišnji Plan zajedničkih aktivnosti svih tijela nadležnih za nadzor i zaštitu prava i interesa RH na moru u skladu sa smjernicama
- Donosi tromjesečne provedbene planove zajedničkih aktivnosti
- Priprema tromjesečna izvješća Središnjoj koordinaciji
- Predlaže ministarstvima izmjene i dopune propisa iz njihove ovlasti
- Odobrava područne planove zajedničkog djelovanja PJK, koordinira i upravlja obavljanjem zajedničkih akcija
- Predlaže temeljna načela, SOPove, uključivanje drugih...

Predsjedatelj područne jedinice koordinacije, koje su organizirane po županijama je lučki kapetan.
Zadaće područnih jedinica koordinacije
- Izrađuju mjesečne Planove zajedničkih aktivnosti (odobrava ih Stručno tijelo)
- Vrše operativnu koordinaciju rada svih tijela mjerodavnih za nadzor i zaštitu prava i interesa RH na moru
- Dostavljaju izvješće o realizaciji planova Stručnom tijelu

## Znakovlje i službena odora
Od 5. travnja 2009. na temelju članka 4. stavka 5. Zakona o Obalnoj straži Republike Hrvatske u upotrebu su ušle nove oznake obalne straže RH:
Zastava je plave boje s crveno-bijelim kvadratima postavljenim uz lijevi rub zastave. Polje crveno-bijelih kvadrata sadrži tri kvadrata po širini i trinaest po visini zastave. U sredini plavog polja zastave nalazi se znak Obalne straže promjera 1/3 dužine zastave. Omjer širine i dužine zastave je 2:3.

Službeni znak Obalne straže sastoji se od dva tamnožuta sidra ukrižena pod kutom od 45 stupnjeva na kojima je položen štit u bojama zastave Republike Hrvatske s tamnožutim rubom i grbom Republike Hrvatske u sredini. Pozadina središnjeg dijela službenog znaka je zlatne boje obrubljena s dvije tamnožute koncentrične kružnice između kojih je na podlozi mornarsko plave boje polukružno upisan naziv »Obalna straža Republike Hrvatske». U donjem dijelu službenog znaka stilizirani je tradicionalni hrvatski pleter.
Brodovi Obalne straže obilježavaju se, na kraju prve trećine lijevog i desnog boka od pramca broda, oznakom u obliku ukošenog paralelograma od crveno-bijelih kvadrata koji su obrubljeni bojama zastave Republike Hrvatske. Paralelogram prati kosinu pramca, a jednak je visini boka od vodene linije do linije palube broda. Širina crvene i plave pruge je omjera 2/3, a bijele pruge 1/3 širine crvenog ili bijelog kvadrata.
Pripadnici Obalne straže na dužnosti nose službenu odoru Obalne straže, koja je istovjetna je službenoj odori ostalih pripadnika Hrvatske ratne mornarice čiji je izgled propisan Pravilnikom o vojnim odorama. Na odori se nalazi službeni znak Obalne straže.

### Staro znakovlje
U upotrebi od osnutka 2007. do 2009.
- Stari amblem
- Stara oznaka broda